# Bosc del Cimadal
El Bosc del Cimadal és un bosc del Pallars Jussà situat en el terme municipal d'Isona i Conca Dellà, dins del territori de l'antic terme d'Isona, al Pallars Jussà. Pertany al territori del poble de Siall.
Està situat a l'extrem nord-est del terme municipal, al nord-est de Siall, en els vessants sud-occidentals de l'Estadella. És al capdamunt de la Serra Mitjana.